# Kunčina Ves (Zdobnice)
Kunčina Ves v Orlických Horách je malá vesnice, základní sídelní jednotka obce Zdobnice v okrese Rychnov nad Kněžnou. Nachází se asi 2,5 km jihozápadně od vlastní Zdobnice a asi 10 km severovýchodně od Rychnova nad Kněžnou. Po druhé světové válce na místě zůstalo jenom několik roztroušených domů. V roce 2017 zde bylo 32 domů a v roce 2011 zde trvale žilo 65 obyvatel.
Kunčina Ves leží v katastrálním území Kunčina Ves u Zdobnice o výměře 0,44 km2. 
Obcí prochází žlutá turistická značka z Dobrošova, Uhřínova a Kačerova do Souvlastní, Nebeské Rybné a dále do Rokytnice v Orlických Horách.

## Historie
Kdy byla obec osídlena, není přesně známo. První písemná zmínka o obci pochází z roku 1550. Podle berní rule z roku 1654, ve kterém byly daňových důvodů evidovány všechny usedlosti, bylo v Kunčině Vsi celkem 6 sedláků, 4 chalupníci a 5 zahradníků. Všichni měli německá jména. Obyvatelé vesnice byli poddané panství v Rychnově nad Kněžnou. Teprve v roce 1851 byla robota, to je úřední povinností pro panství, zrušena a všichni lidé byli svobodní.   
Dominantu Kunčiny Vsi tvoří kaple Sv. Anny, která byla  postavena v letech 1863–1866. Anton Wanitschke, rolník z vesnice, stavbu kaple navrhl. Také pozemek a stavební materiál na stavbu daroval, dával pracovní sílu a hodně pracoval sam, aby obec mohla kapli postavit svépomocí. Byla postavena poměrně tato velká kaple v  neogotickém stylu. Nápadná je zejména štíhlá věž na západní straně, která svítí daleko do okolí. V roce 2010 byla kaple kompletně restaurována. Od té době je kaple k dispozici a společenské aktivity. Zde se konají koncerty a kaple je také často využívána ke svatbám. 
Kaple tvoří harmonický celek s blízkou školou z roku 1880. Také pro tuto školu a školní zahradu daroval pozemek zmíněný Anton Wanitschke. Budova školy byla již dávno rekonstruována. Od té doby jsou zde rekreační apartmány. 
Po založení ČSR v roce 1918 se německy mluvící obyvatelé stali českými občany, kteří měli však menšinová práva, aby v Kučině Vsi byla ještě německá škola a mohli používat německý jazyk u státních orgánu ve svém regionu. Po Mnichovské dohodě v roce 1938 byla obec postoupena Německé říši, ale po skončení války bylo opět osvobozeno české území. V roce 1946 byli Němci a tím i téměř všichni obyvatelé obce násilně odsunuti do Německa.

## Obyvatelstvo
| rok            | 1869 | 1880 | 1890 | 1900 | 1910 | 1921 | 1930 | 1950 | 1961 | 1970 | 1980 | 1991 | 2001 | 2011 |
| počet obyvatel | 421  | 421  | 445  | 386  | 393  | 322  | 294  | 73   | 88   | 134  | 126  | 84   | 68   | 65   |

## Fotografie

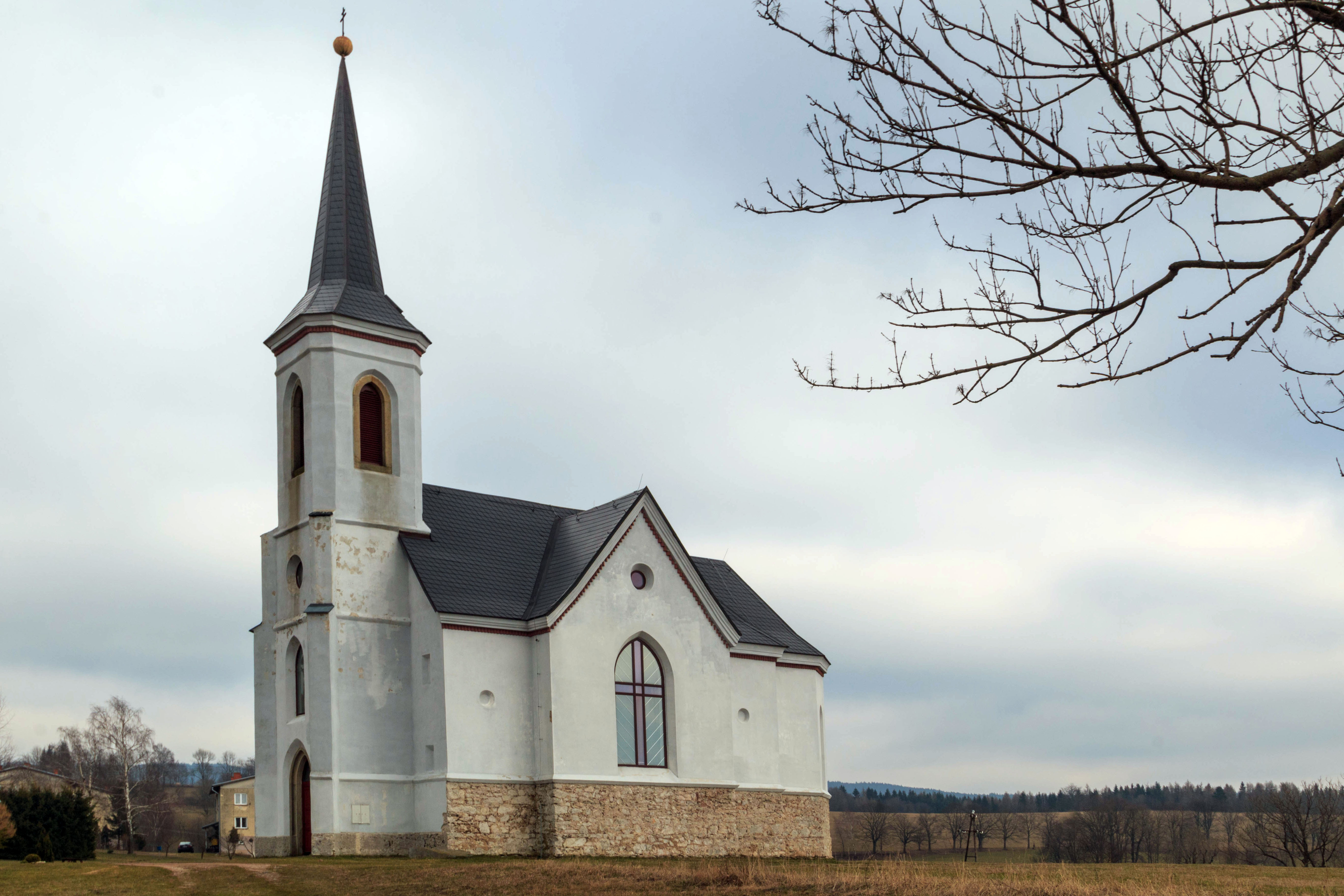
Kunčina Ves - kaple svaté Anny
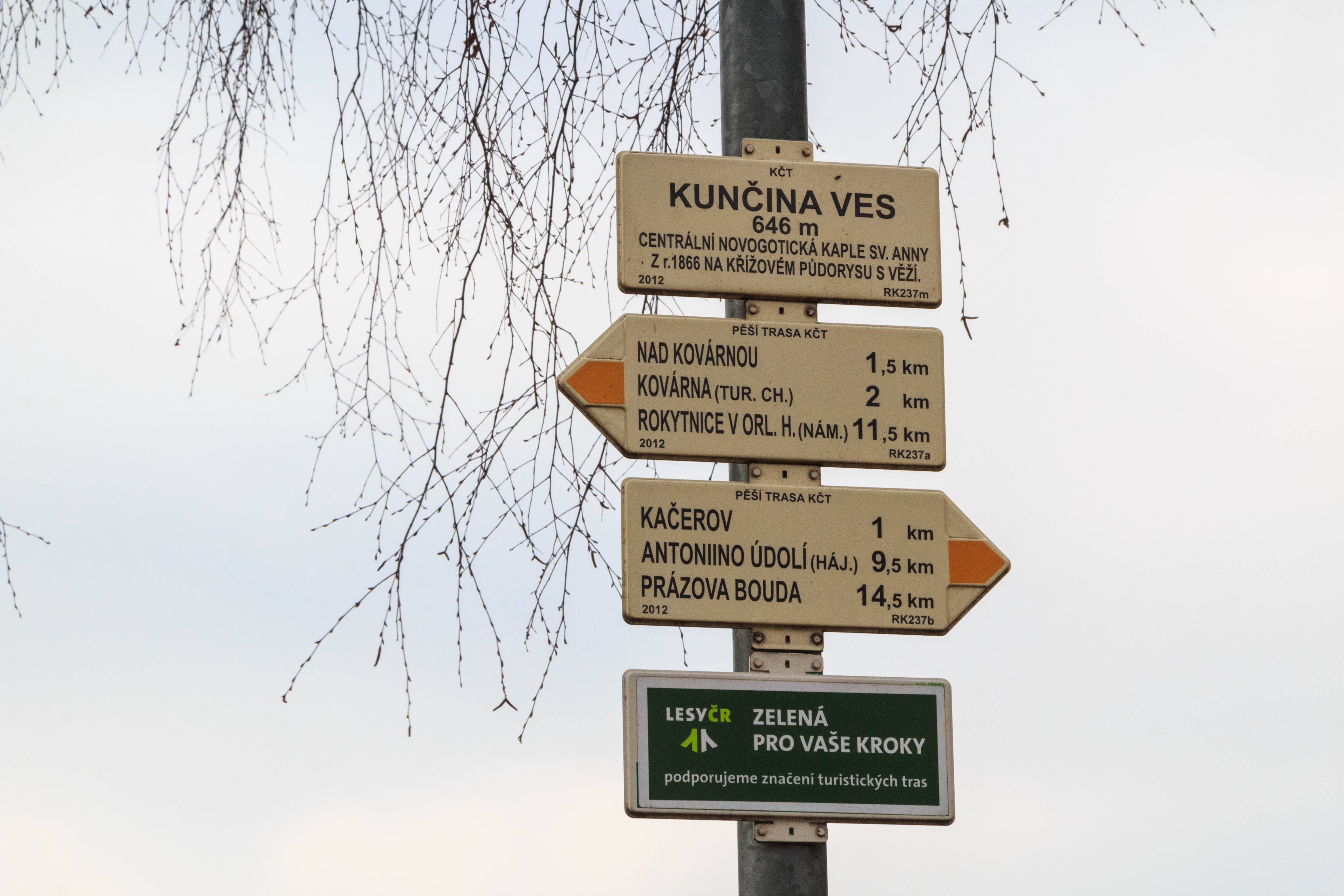
Kunčina Ves - turistický rozcestník
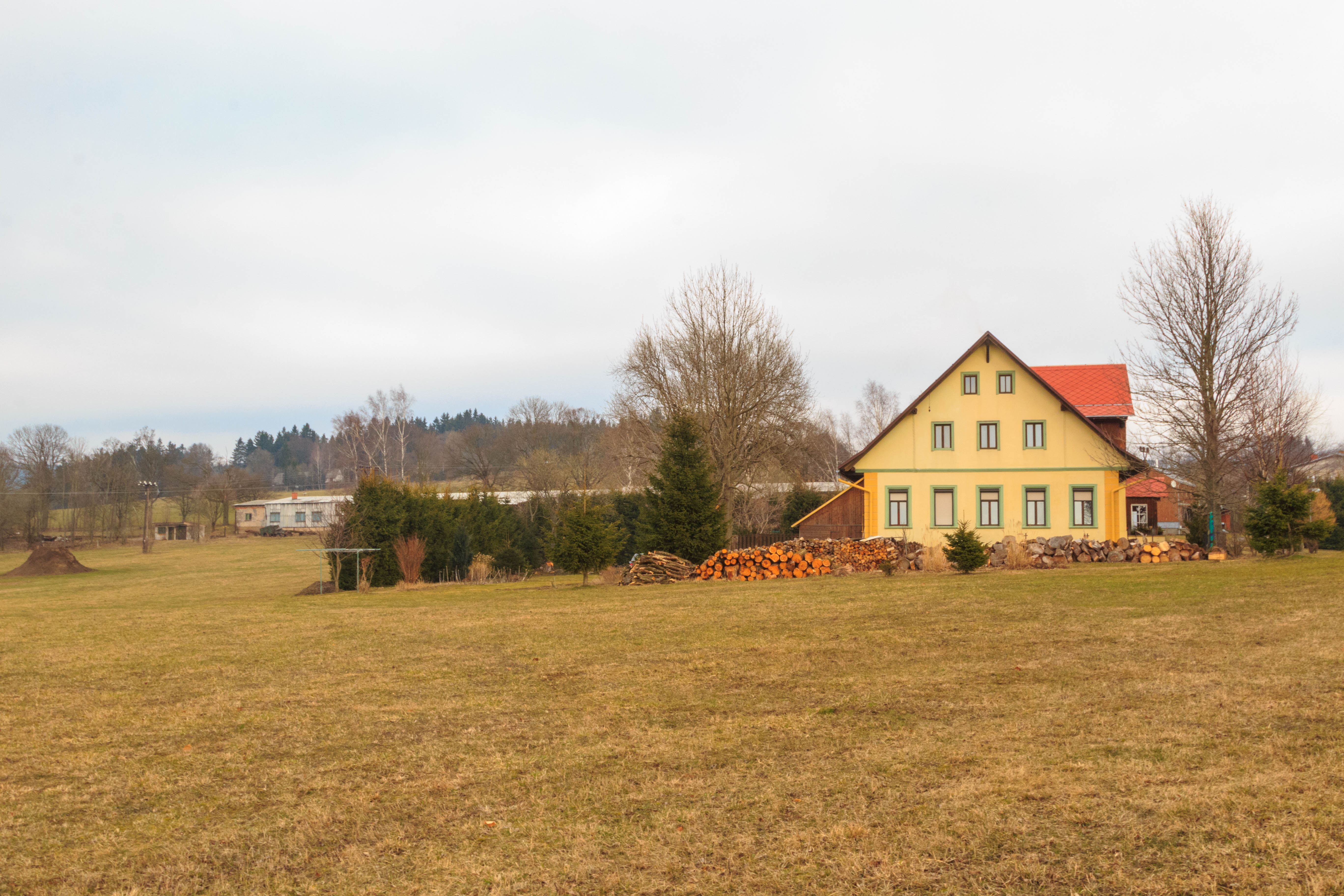
Kunčina Ves - čp. 61